# Sportif hongrois de l'année

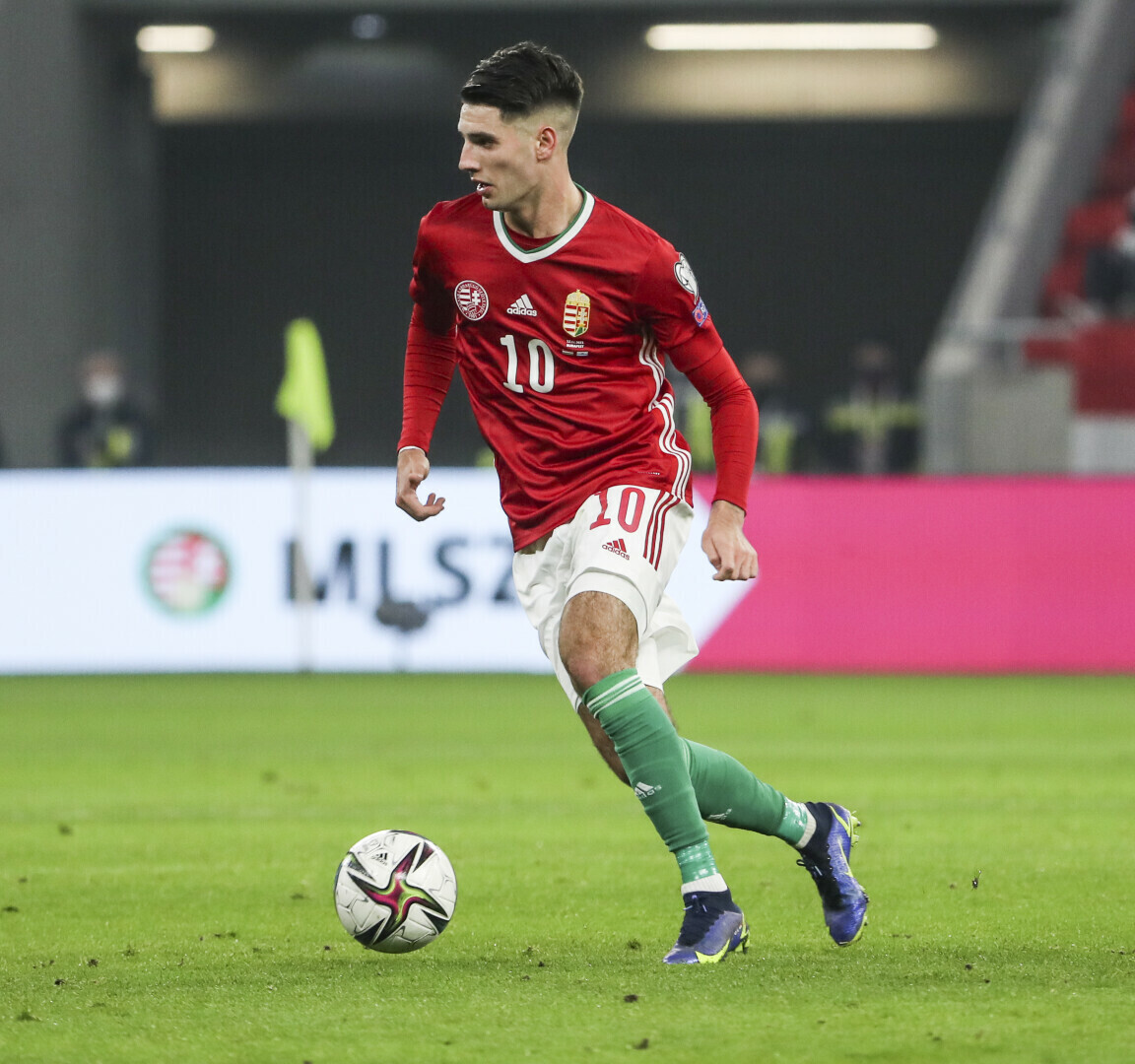
Dominik Szoboszlai, lauréat masculin en 2020 et 2023

Le Sportif hongrois de l'année est désigné annuellement depuis 1958, dans les catégories homme, femme, équipe. Depuis 1985 est élu le coach de l'année et depuis 1995, le président  de l'année. 

## Palmarès

### Sportif de l'année
| Année | Sportif                  | Sport                    |
| ----- | ------------------------ | ------------------------ |
| 1958  | Imre Polyák (1)          | Lutte                    |
| 1959  | Rudolf Kárpáti (1)       | Escrime                  |
| 1960  | Rudolf Kárpáti (2)       | Escrime                  |
| 1961  | György Gurics            | Lutte                    |
| 1962  | Imre Polyák (2)          | Lutte                    |
| 1963  | Győző Veres              | Haltérophilie            |
| 1964  | Ferenc Török             | Pentathlon moderne       |
| 1965  | Gyula Zsivótzky (1)      | Lancer de marteau        |
| 1966  | András Balczó (1)        | Pentathlon moderne       |
| 1967  | István Kozma             | Lutte                    |
| 1968  | Gyula Zsivótzky (2)      | Lancer de marteau        |
| 1969  | András Balczó (2)        | Pentathlon moderne       |
| 1970  | Péter Kelemen            | Pentathlon moderne       |
| 1971  | Csaba Hegedűs            | Lutte                    |
| 1972  | András Balczó (3)        | Pentathlon moderne       |
| 1973  | Géza Csapó               | course en ligne de canoë |
| 1974  | Zoltán Magyar (1)        | Gymnastique artistique   |
| 1975  | András Hargitay          | Natation                 |
| 1976  | Miklós Németh            | Javelot                  |
| 1977  | Pál Gerevich             | Escrime                  |
| 1978  | Zoltán Magyar (2)        | Gymnastique artistique   |
| 1979  | Tamás Wichmann           | course en ligne de canoë |
| 1980  | Zoltán Magyar (3)        | Gymnastique artistique   |
| 1981  | Sándor Wladár            | Natation                 |
| 1982  | Jenő Pap                 | Escrime                  |
| 1983  | György Guczoghy          | Gymnastique artistique   |
| 1984  | Tamás Gáspár             | Lutte                    |
| 1985  | Attila Mizsér            | Pentathlon moderne       |
| 1986  | Tamás Darnyi(1)          | Natation                 |
| 1987  | Tamás Darnyi(2)          | Natation                 |
| 1988  | Tamás Darnyi(3)          | Natation                 |
| 1989  | László Fábián            | Pentathlon moderne       |
| 1990  | Tamás Darnyi(4)          | Natation                 |
| 1991  | István Kovács (1)        | Boxe                     |
| 1992  | Tamás Darnyi(2)          | Natation                 |
| 1993  | Antal Kovács             | judo                     |
| 1994  | Norbert Rózsa            | Natation                 |
| 1995  | Imre Pulai               | course en ligne de canoë |
| 1996  | István Kovács (2)        | Boxe                     |
| 1997  | Botond Storcz            | course en ligne de canoë |
| 1998  | Tibor Gécsek             | Lancer de marteau        |
| 1999  | Gábor Balogh (1)         | Pentathlon moderne       |
| 2000  | Szilveszter Csollány (1) | Gymnastique artistique   |
| 2001  | Gábor Balogh (2)         | Pentathlon moderne       |
| 2002  | Szilveszter Csollány (2) | Gymnastique artistique   |
| 2003  | Adrián Annus             | Lancer de marteau        |
| 2004  | István Majoros           | Lutte                    |
| 2005  | Ákos Braun               | Judo                     |
| 2006  | László Cseh              | Natation                 |
| 2007  | Gábor Talmácsi           | motorcycle racing        |
| 2008  | Attila Vajda             | course en ligne de canoë |
| 2009  | Dániel Gyurta (1)        | Natation                 |
| 2010  | Krisztián Berki (1)      | Gymnastique artistique   |
| 2011  | Krisztián Berki (2)      | Gymnastique artistique   |
| 2012  | Dániel Gyurta (2)        | Natation                 |
| 2013  | Dániel Gyurta (3)        | Natation                 |
| 2014  | Krisztián Berki (3)      | Gymnastique artistique   |
| 2015  | László Cseh (2)          | Natation                 |
| 2016  | Áron Szilágyi            | Escrime                  |
| 2017  | Balázs Baji              | Athlétisme               |
| 2018  | Shaolin Sándor Liu       | Patinage de vitesse      |

### Sportive de l'année
| Année | Sportif                 | Sport              |
| ----- | ----------------------- | ------------------ |
| 1958  | Zsuzsa Körmöczy         | Tennis             |
| 1959  | Jenőné Pap (1)          | Aviron             |
| 1960  | Jenőné Pap (2)          | Aviron             |
| 1961  | Jenőné Pap (3)          | Aviron             |
| 1962  | Márta Egerváry          | Natation           |
| 1963  | Ildikó Rejtő (1)        | Escrime            |
| 1964  | Ildikó Rejtő (2)        | Escrime            |
| 1965  | Jolán Kleiber-Kontsek   | Athlétisme         |
| 1966  | Zsuzsa Nagy Szabó       | Athlétisme         |
| 1967  | Annamária Kovács Tóth   | Pentathlon moderne |
| 1968  | Angéla Németh (1)       | Athlétisme         |
| 1969  | Angéla Németh (2)       | Athlétisme         |
| 1970  | Andrea Gyarmati (1)     | Natation           |
| 1971  | Andrea Gyarmati (2)     | Natation           |
| 1972  | Andrea Gyarmati (3)     | Natation           |
| 1973  | Ildikó Tordasi          | Escrime            |
| 1974  | Ilona Bruzsenyák        | Athlétisme         |
| 1975  | Mariann Ambrus (1)      | Aviron             |
| 1976  | Ildikó Tordasi          | Escrime            |
| 1977  | Mariann Ambrus (2)      | Aviron             |
| 1978  | Judit Magos             | Tennis de table    |
| 1979  | Andrea Mátay            | Athlétisme         |
| 1980  | Magda Maros             | Escrime            |
| 1981  | Éva Rakusz              | Canoë-kayak        |
| 1982  | Pálma Balogh            | Tir                |
| 1983  | Andrea Temesvári        | Tennis             |
| 1984  | Mária Ábrahám           | Bowling            |
| 1985  | Éva Fórián              | Tir                |
| 1986  | Csilla Bátorfi          | Tennis de table    |
| 1987  | Mariann Engrich         | Taekwondo          |
| 1988  | Krisztina Egerszegi (1) | Natation           |
| 1989  | Krisztina Egerszegi (2) | Natation           |
| 1990  | Krisztina Egerszegi (3) | Natation           |
| 1991  | Krisztina Egerszegi (4) | Natation           |
| 1992  | Krisztina Egerszegi (5) | Natation           |
| 1993  | Krisztina Egerszegi (6) | Natation           |
| 1994  | Rita Kőbán (1)          | Canoë-kayak        |
| 1995  | Rita Kőbán (2)          | Canoë-kayak        |
| 1996  | Krisztina Egerszegi (7) | Natation           |
| 1997  | Ágnes Kovács (1)        | Natation           |
| 1998  | Ágnes Kovács (2)        | Natation           |
| 1999  | Ágnes Kovács (3)        | Natation           |
| 2000  | Ágnes Kovács (4)        | Natation           |
| 2001  | Gyöngyi Likerecz        | Haltérophilie      |
| 2002  | Katalin Kovács (1)      | Canoë-kayak        |
| 2003  | Katalin Kovács (2)      | Canoë-kayak        |
| 2004  | Natasa Janics (1)       | Canoë-kayak        |
| 2005  | Zsuzsanna Vörös         | Pentathlon moderne |
| 2006  | Tímea Nagy              | Escrime            |
| 2007  | Ágnes Szávay            | Tennis             |
| 2008  | Ildikó Mincza-Nébald    | Escrime            |
| 2009  | Katinka Hosszú (1)      | Natation           |
| 2010  | Natasa Janics (2)       | Canoë-kayak        |
| 2011  | Tamara Csipes           | Canoë-kayak        |
| 2012  | Éva Risztov             | Natation           |
| 2013  | Katinka Hosszú (2)      | Natation           |
| 2014  | Katinka Hosszú (3)      | Natation           |
| 2015  | Katinka Hosszú (4)      | Natation           |
| 2016  | Katinka Hosszú (5)      | Natation           |
| 2017  | Katinka Hosszú (6)      | Natation           |
| 2018  | Danuta Kozák            | Kayak              |